# Theretra muricolor
Theretra muricolor är en fjärilsart som beskrevs av Jordan 1926. Theretra muricolor ingår i släktet Theretra och familjen svärmare. Inga underarter finns listade i Catalogue of Life.